# Закордонный
Закордонный — посёлок в Красносулинском районе Ростовской области.
Входит в состав Киселевского сельского поселения.

## География
Данный посёлок расположен у границы с Украиной.
В этом населённом пункте имеется одна улица: Железнодорожная.

## Население
| 2010 |
| ---- |
| 44   |